# Pier Giuseppe Sandoni
Pier Giuseppe Sandoni (Bologna, 30 luglio 1683 – Bologna, 16 agosto 1748) è stato un compositore italiano.

## Biografia
Sandoni studiò musica sotto la guida di Francesco Antonio Salardi per lezioni di organo e clavicembalo, di Angelo Predieri e Giovanni Bononcini per il contrappunto, e già all'età di tredici anni suonava come organista a San Giacomo in Bologna.
Nel 1700 fu accolto nell'Accademia Filarmonica, dapprima come suonatore, due anni dopo come compositore e dal 1706 con cariche direttive. Inoltre compose inni e mottetti nelle ricorrenze delle celebrazioni accademiche.
Nel primo decennio del Settecento si distinse per una serie di oratori dedicati alla sua città e per gli esordi come operista con Artaserse (Verona, 1709).
Nello stesso anno e fino al 1731, Sandoni ottenne il titolo di maestro di cappella di Antonio Farnese e svolse una intensa attività come insegnante, avendo come studenti, tra gli altri, Sicinio Pepoli, Angelo Laurenti e Carlo Peretti.
Fu un compositore molto apprezzato ed applaudito per le sue opere nei teatri italiani, tedeschi e austriaci.
Intorno al 1716 si trasferì a Londra, dove per un decennio suonò nell’orchestra della Royal Academy of Music, diretta in quegli anni da Händel, e dove conobbe la celebre cantante Francesca Cuzzoni, che sposò intorno al 1725.
Partecipò alla polemica sorta fra i sostenitori di Händel e quelli di Bononcini.
Dopo il soggiorno londinese Sandoni si trasferì dapprima a Lunéville, poi a Monaco di Baviera, a Vienna e infine rientrò in Italia, per seguire la tournée della moglie.
Suonò ancora a Londra con l’Opera of the Nobility, prima di separarsi dalla moglie e vivere gli ultimi anni a Bologna attivo soprattutto per le cariche direttive accademiche.
Dal punto di vista musicale, venne paragonato a Händel per le sue grande capacità di improvvisare, per le sue doti tecniche concertistiche e per la qualità delle sue composizioni da camera.
Lui e sua moglie ebbero numerosi nemici, e si ricorda la celebre rivalità di sua moglie con la cantante Faustina Bordoni.
Tra le sue composizioni si annoverano: Sonate e Suite per cembalo, Minuetti e Sonate per organo o clavicembalo, Cantate da camera, Opere, Oratori.

## Opere principali

### Opere
- Artaserse, libretto A. Zeno e P. Pariati, Verona, 1709;
- L'Olimpiade, Metastasio, Genova, 1733;
- Adriano in Siria, Genova, 1734;
- Issipile, Londra, 1735.

### Oratori
- La Pulcella D'Orléans, G. B. Taroni, Bologna, 1701;
- Gli oracoli della Grazia, T. Stanzani, Bologna, 1704;
- Il martirio di Santa Benedetta, E. Magagnolì, Bologna, 1704;
- La giustizia placata, T. Stanzani, Bologna, 1705;
- L'Italia difesa da Maria, E. Vajani, Bologna, 1705;
- Il trionfo di Jaele, E. Vajani, Bologna, 1705;
- Il trionfo della Grazia, E. Vajani, Ferrara, 1706;
- Lo sposalizio di S. Gioseffo con Maria Vergine, E. Marmocchi, Bologna, 1706;
- Santa Caterina V. E M., Bologna;
- Sara in Egitto, libretto D. Canavese, Firenze, 1708.